# 擒拿术
擒拿術，中國古稱擒拿法、按點手、地煞手、黏拿法、分筋錯骨術等，是用以制伏敵人（歹徒）的一種武術，除了保護自己，通常會强調將敵人捕獲的手法，故加上近身格鬥、綜合格鬥等技巧，與防身術有一定程度的類似，並受到軍事、警察單位的青睞。

## 外部連結
- Authentic Shaolin Chin Na - Liu Jin Sheng. CHIN NA FA: Skill of Catch and Hold /Shanghai, 1936 (Translated from Chinese) （页面存档备份，存于）
- Chen-style taijiquan's characteristic qinna technique